# Eurycnemis alvarengai
Eurycnemis alvarengai är en tvåvingeart som beskrevs av Borgmeier 1971. Eurycnemis alvarengai ingår i släktet Eurycnemis och familjen puckelflugor. Inga underarter finns listade i Catalogue of Life.